# Anders (cráter)

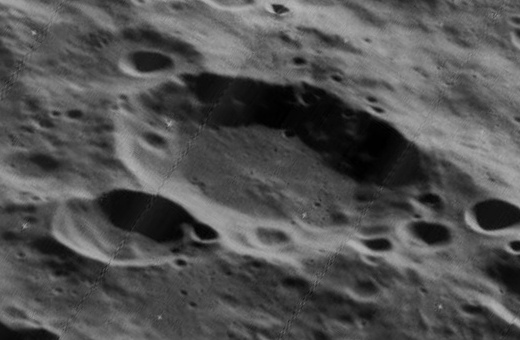
Imagen oblicua de la misión Lunar Orbiter 5

Anders es un cráter de impacto situado en el hemisferio sur de la cara oculta de la Luna, justo al sureste del borde exterior del cráter Apolo. Hacia el sursureste se encuentra el cráter Leavitt.
El cráter satélite Anders T, de forma ovalada, invade ligeramente el borde sureste del Anders. Hay una pequeña formación de doble cráter unida al exterior del borde al noreste, y un pequeño valle que rompe brevemente el borde norte. El suelo interior es relativamente plano y está marcado solo por un pequeño cráter en la pared oriental.
El cráter Anders lleva el nombre del astronauta estadounidense William Anders, tripulante de la misión Apolo 8 en 1968, que fue la primera misión tripulada a la luna. Dos cráteres cercanos llevan el nombre de los otros dos miembros de la tripulación, Frank Borman (el cráter Borman) y James A. Lovell (el cráter Lovell).

## Cráteres satélite
Por convención estos elementos son identificados en los mapas lunares poniendo la letra en el lado del punto medio del cráter que está más cercano a Anders.
|        | \| Anders \| Coordenadas \| Diámetro \| \| ------ \| -------------------------------- \| -------- \| \| D \| 40°24′S 140°30′O / -40.4, -140.5 \| 23 km \| \| G \| 41°48′S 141°54′O / -41.8, -141.9 \| 18 km \| \| X \| 39°42′S 143°48′O / -39.7, -143.8 \| 21 km \| |          |
| Anders | Coordenadas | Diámetro |
| D      | 40°24′S 140°30′O / -40.4, -140.5 | 23 km    |
| G      | 41°48′S 141°54′O / -41.8, -141.9 | 18 km    |
| X      | 39°42′S 143°48′O / -39.7, -143.8 | 21 km    |